# شاطئ الحب (فلم 1977)
شاطئ الحب هو فيلم تشويق وإثارة مصري-سوري من إخراج أنطوان ريمي وبطولة شمس البارودي، حسن يوسف، أسامة خلقي، سليم كلاس ومحمد خير حلواني، صدر الفيلم في 18 مارس 1977.

## نبذه
تتعرض نوال لحادث غرق مركبها أمام جزيرة في البحر، وتستيقظ لتجد نفسها بين أخين (غسان، عادل)، يكتشفان أنها قد فقدت ذاكرتها حيث يقع كل منهما في حبها، ويحاول التقرب منها، تقع هي في غرام غسان، بعد محاولة (عادل) التعرف على حالتها من خلال الطبيب، يخبره الطبيب أنها لن تتعرف عليهما إذا استعادت ذاكرتها مجددًا، وبالرغم من ذلك يستمر (عادل) في البحث عن ماضيها ليكتشف وجود أخت لها في (مصر)، وهي قريبة الشبه منها.

## وصلات خارجية
- مقالات تستعمل روابط فنية بلا صلة مع ويكي بيانات